# Ориенте, Фернан Алвареш ду
Ферна́н А́лвареш ду Орие́нте (порт. Fernão Álvares do Oriente; 1530 или 1540, Гоа — 1595, или между 1600 и 1607) — португальский писатель эпохи Возрождения, автор пасторального романа португальской литературы «Преображённая Лузитания» (порт. Lusitania Transformada), впервые изданного посмертно в 1607 году.

## Передача имени
Наблюдаются различия в порядке и написании фамилий:
Fernão d’Aluares do Oriente
Fernão d’Alvares do Oriente
Fernão Álvares do Oriente
Fernão Alvares d’Oriente
Álvares, Fernão
Oriente, Fernão d’Álvares do
Oriente, Fernão Álvares do

## Биография
Определить точные даты рождения и смерти не представляется возможным. Условно допустимыми могут считаться 1540 год рождения и время смерти между 1600 и 1607 годами, но не позднее 1607 года, так как в прологе к первому изданию романа его редактор Домингуш Фернандеш (Domingos Fernandez) высказался о писателе как уже ушедшем из жизни. Н. К. Державин определял жизненный путь писателя 1540—1595 годами. Ж. А. Сарайва и О. Лопеш отвели тому период с 1530 года по неопределённую дату с 1600 до 1607 года.
Автор предисловия ко 2-му изданию «Преображённой Лузитании» (1781) начал словами о том, что все те известные нам минимальные сведения о жизни Фернана А́лвареша ду Ориенте выводятся из того, что писатель кратко и завуалированно сам захотел о себе сообщить в некоторых местах своего единственного сочинения. Эти данные автор романа привёл в песне, предшествующей Прозе IX в Книге II и в Прозе IV и следующих за ней в Книге III. Скудные описания жизненных событий, путешествий и трудов писатель постоянно скрывал под аллегориями, и придерживался того на протяжении всего повествования. 
Родился около 1540 года в Гоа — главном городе португальского государства в Индии. Почти всю свою жизнь провёл в Азии. Там же получил образование, питая большую склонность к изучению литературы и словесности. С молодости участвовал в сражениях португальцев с войсками местных правителей. Имеются основания предполагать, что также в молодости участвовал в сражениях за Сеуту. В 1552 году Жуан III пожаловал в рыцари с предоставлением соответствующих льгот и привилегий.
Диогу ду Коуту в «Декаде IX» дважды упомянул имя Фернана А́лвареша ду Ориенте среди капитанов, сражавшихся у берегов Индии в 1573 и в 1574 годах. Затем поэт переехал в Макао, в Китай, путешествовал по Японии. В 1577 году Себастьян I присвоил придворный титул «рыцарь фидалгу» (порт. cavaleiro fidalgo) и отправил в экспедицию между Китаем и Зондскими островами. В 1578 году находился при Себастьяне I и после фатальной битвы трёх королей при Алкасер-Кибире (1578) попал в плен. В 1587 году был отправлен Филиппом I Португальским в очередные морские экспедиции. В 1591 году находился в Ормузе на должности казначея (порт. vedor da fazenda), но ввиду распространившихся слухов о нанесении им ущерба королевству и королю Филипп I Португальский повелел направить его в метрополию.
3 марта 1600 года Филипп II Португальский назначил на должность нотариуса галеона за 12 лет службы в Индии, участие в военных экспедициях и ранение, полученное при обороне одной из крепостей.

## Творчество
Буколический роман «Дафнис и Хлоя» был оживлён Саннадзаро в его «Аркадии» (1502—1504), но в Европе бо́льшей популярностью пользовалась «Диана» (1559) Жорже де Монтемора на кастильском языке. На португальском языке первой приближающейся к «Аркадии» книгой пасторальных новелл стала «Преображённая Лузитания».
М. Менендес Пелайо писал, что в то время как «История молодой девушки» стояла особняком, авторы лучших португальских пасторальных романов — Фернан Алвареш ду Ориенте с его «Преображённой Лузитанией» и Франсишку Родригеш Лобу с его сочинениями «Весна» (Primavera) и «Странствующий пастух» (Pastor Peregrino) — подражали не Бернардину Рибейру, а избрали для себя образцом Жорже де Монтемора, создавшего первый пасторальный роман на кастильском языке «Диана».
В единственном своём сочинении «Преображённая Лузитания» автор указал, что завершил его в 1595 году. Роман состоит из трёх книг, написан прозиметром, основной текст обрамляется двумя сонетами. Из буколической поэзии заимствована форма состязания двух пастухов.
В прологе первой посмертной публикации её редактор Домингуш Фернандеш писал, что книга создана с целью развития португальского языка, престижности которого, по мнению некоторых, угрожает опасность. Ниже отметил элегантность стиля, ласкающий слух язык (brandura), утончённость метафор, искусность при составлении фраз и иные особенности, оценив всё это как значительный вклад в португальскую словесность. Ж. А. Сарайва и О. Лопеш отнесли Ф. Алвареша ду Ориенте к ряду авторов озабоченных вопросами развития португальского языка и возвеличиванием его ценности, среди которых находятся Жуан де Барруш, Луиш де Камоэнс, Антониу Феррейра, Ж. Феррейра де Вашконселуш и Ф. Родригеш Лобу. Это была реакция против тенденции династической унификации при насаждении кастильского языка.
С точки зрения новеллистики прозаическая часть романа не представляет интерес, хотя попытка изменить интонацию была предпринята посредством вкрапления эпизода на манер рыцарского романа. Поэтическая составляющая являет собой лишённое оригинальности подражание Камоэнсу. Но калькирование Саннадзаро и Камоэнса прекращается с начала описаний Японии (Книга III, Проза IV).

Н. К. Державин расценил Ф. А. ду Ориенте вместе с Ф. Р. Лобу «выдающимися представителями португальской буколической поэзии».

## Издания
Первое издание 1607 года
- Oriente F. A. do. Lusitania transformada : composta por Fernão d’Aluarez do Oriente :  [порт.] / Fernão Álvares do Oriente. — 1.ª edição. — Lisboa : Luys Estupiñan, 1607. — 629 p.

Второе издание 1781 года
- Oriente F. A. do. Lusitania transformada : composta por Fernão d’Alvares do Oriente ; dirigida ao Illustrissimo e Mui Excellente Senhor D. Miguel de Menezes, Marquez de Villa Real :  [порт.] / Fernão Álvares do Oriente. — 2.ª edição reimpressa, e revista com hum indice da sua lingoagem. — Lisboa : Regia Officina Typografica, 1781. — 555 p.

Второе издание 1781 года в точности воспроизвело первую публикацию, отличаясь дополнением предисловия и указателя устаревших или вышедших из употребления слов.